# ال-۲ گراسهوپر
ال-۲ گراسهوپر (به انگلیسی: Taylorcraft_L-2) یک هواگرد ملخ‌پیشین تک‌موتوره از نوع ارتباطی ساخت شرکت Taylorcraft است.